# NGC 3441
NGC 3441 ist eine Radiogalaxie vom Hubble-Typ Sc und Sternbild Löwe auf der Ekliptik. Sie ist schätzungsweise 288 Millionen Lichtjahre von der Milchstraße entfernt und hat einen Durchmesser von etwa 60.000 Lichtjahren.

Im selben Himmelsareal befinden sich u. a. die Galaxien NGC 3436 und NGC 3462.
Die Typ-II-Supernova SN 2004bn wurde hier beobachtet.
Das Objekt wurde am 6. April 1882 von Edward Singleton Holden entdeckt.